# Robinieae
Robinieae és una tribu d'angiospermes que pertany a la subfamília faboideae dins de la família de les fabàcies.

## Gèneres
- Coursetia
- Genistidium
- Gliricidia
- Hebestigma
- Lennea
- Olneya
- Peteria
- Poissonia
- Poitea
- Robinia
- Sesbania
- Sphinctospermum

## Galeria

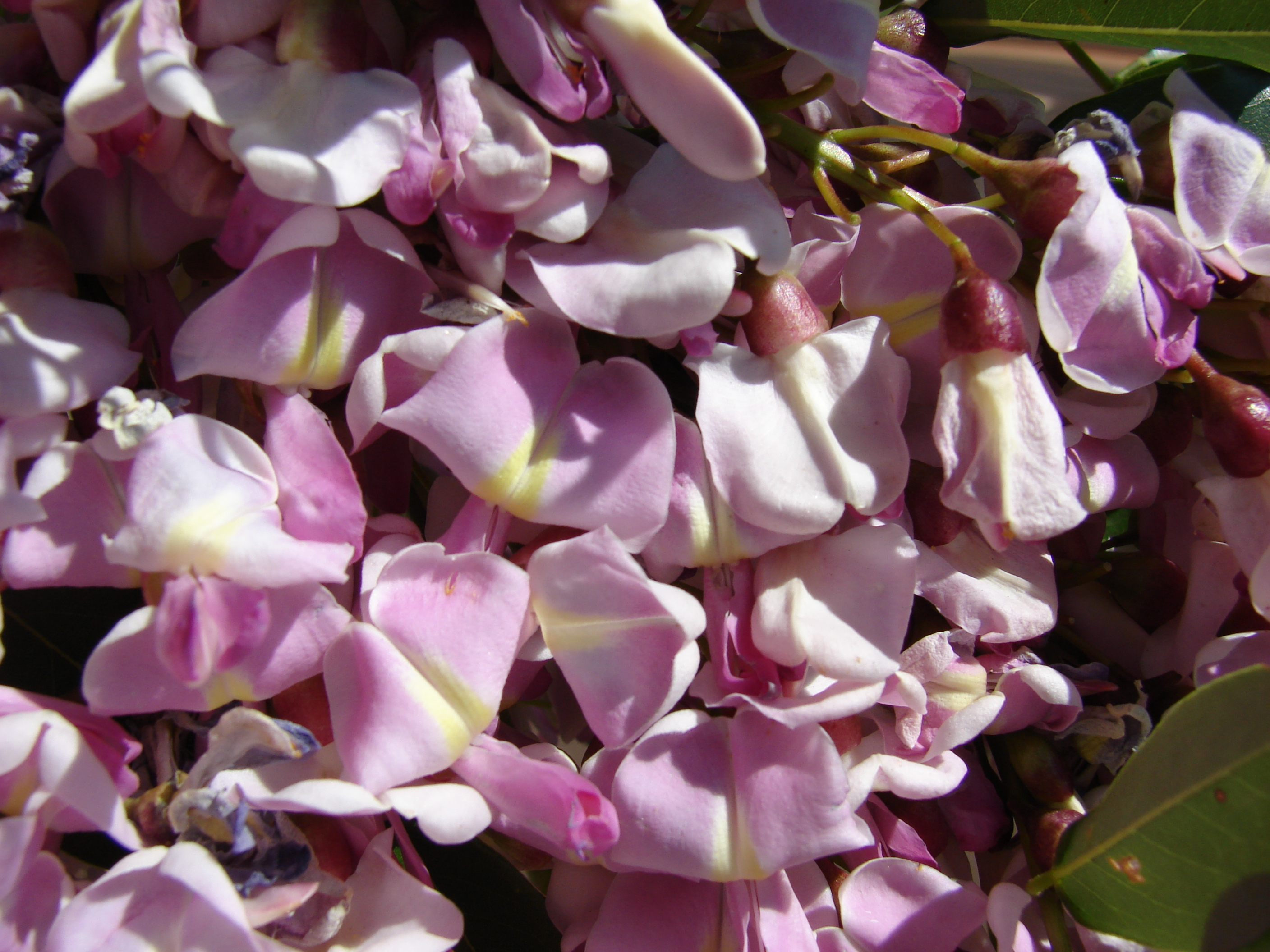
Gliricidia sepium
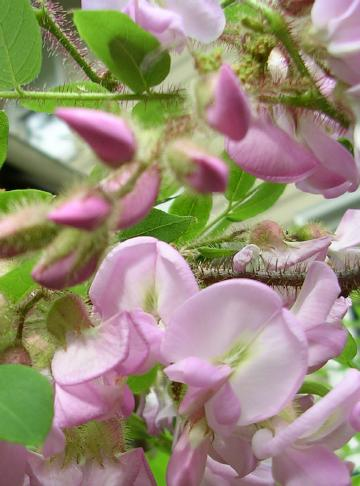
Robinia hispida
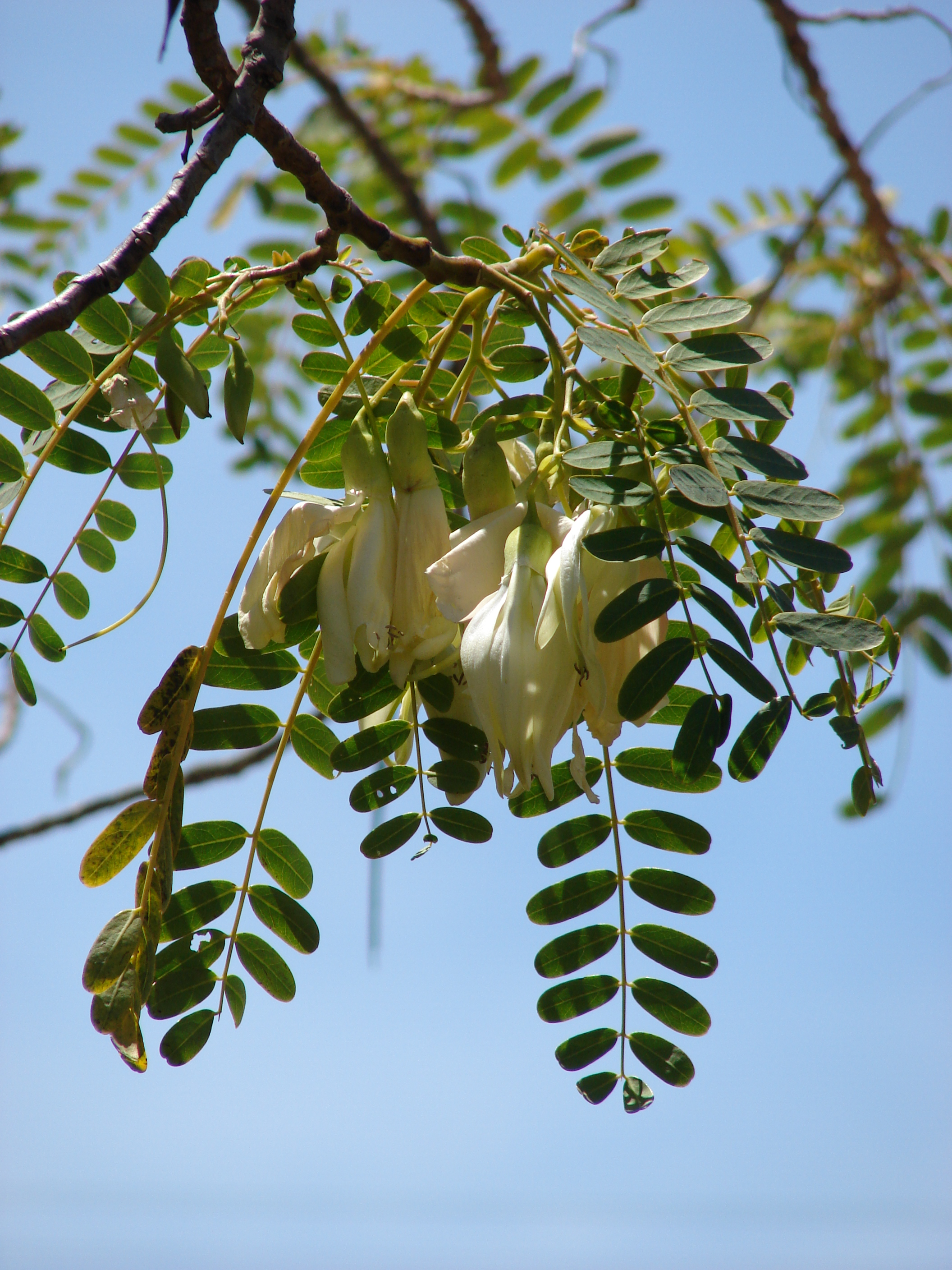
Sesbania grandiflora